# サラック空港
サラック空港（Salak Airport）は、カメルーンの極北州の州都マルアにある空港。マルア中心部から南西に約15kmのサラック付近に位置する。マルア空港やマルア・サラック空港としても知られる。

## 就航路線
| 航空会社       | 就航地             |
| -------------- | ------------------ |
| カメルーン航空 | ドゥアラ, ヤウンデ |